# Хулуб
Хулуб (рум. Hulub) — село у повіті Ботошані в Румунії. Входить до складу комуни Динджень.
Село розташоване на відстані 382 км на північ від Бухареста, 23 км на схід від Ботошань, 87 км на північний захід від Ясс.

## Населення
За даними перепису населення 2002 року у селі проживали 643 особи, усі — румуни. Усі жителі села рідною мовою назвали румунську.